# فلاديمير سوروكين
فلاديمير جورجيفيتش سوروكين (الروسية: Влади́мир Гео́ргиевич Соро́кин  (مواليد 7 أغسطس 1955)، هو كاتب ومؤلف مسرحي روسي معاصر من عصر ما بعد الحداثة. وُصف بأنه أحد أشهر الكتاب في الأدب الروسي الحديث.

## من مؤلفاته المترجمة للغة العربية
- رواية: الدكتور-غارين.
- رواية: الطابور.